# Anneke van Zanen-Nieberg

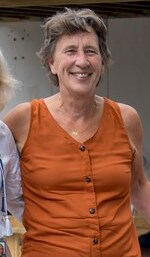
Anneke van Zanen-Nieberg (2023).

Johanna Maria (Anneke) van Zanen-Nieberg (Den Haag, 30 december 1963) is een Nederlands sportbestuurder. Sinds 22 mei 2019 is ze voorzitter van NOC*NSF.

## Loopbaan
Van Zanen-Nieberg is opgeleid tot registeraccountant en was in die hoedanigheid werkzaam bij verschillende accountants- en belastingadvieskantoren. Tussen 2001 en 2006 was ze directeur van de Algemene Rekenkamer en daarna was ze werkzaam als topambtenaar op de ministeries van Justitie en Financiën. In de periode 2018-2019 was ze voorzitter van de raad van bestuur van Baker Tilly. Van Zanen-Nieberg volgde in 2019 André Bolhuis op als voorzitter van NOC*NSF.

## Persoonlijk
Ze heeft zelf aan handbal gedaan, en haalde bij Hellas het eerste team waarmee ze in eredivisie speelde. Ook was ze Nederlands jeugdinternational. Ze heeft meerdere familieleden die in die sport op hoog niveau speelden. Van Zanen-Nieberg is gehuwd en heeft vier kinderen.